# San Vicente del Palacio
San Vicente del Palacio is een gemeente in de Spaanse provincie Valladolid in de regio Castilië en León met een oppervlakte van 37,94 km². San Vicente del Palacio telt 176 inwoners (1 januari 2016).

## Demografische ontwikkeling
Bron: INE, 1857-2011: volkstellingen